# Железнодорожный вокзал Каяани
«Каяани» (фин. Kajaanin rautatieasema) — железнодорожный вокзальный комплекс, расположенный в городе Каяани в Финляндии.

## История
Железнодорожный вокзал в Каяани был построен между 1904 и 1905 годами, когда была закончена железнодорожная ветка от Ийсалми до Каяани, длиной 83 километра. Здание вокзала было спроектировано Густавом Нюстрёмом. Это здание в стиле модерн часто называют самым красивым вокзалом Финляндии.
В течение 2005 года на железнодорожной станции Каяани были проведены обширные работы по переоборудованию и восстановлению материально-технической базы, связанные с электрификацией и установкой оборудования на участке Айсалми - Контиомяки. В рамках реконструкции был снесён пункт управления движения, а функции управления движением были переданы в Ийсалми. Станция располагает двумя пассажирскими железнодорожными платформами и пятью путями для грузовых железнодорожных перевозок. От двора есть железнодорожное сообщение с лесопильным заводом Ламминниеми и закрытой ныне бумажной фабрикой.
Железнодорожный вокзал Ламминниеми до 3 июня 2007 года был частью станции Каяани. Он был отделён от транспортного узла Каяани в качестве самостоятельного. Длина боковой трассы Ламминниеми составляет около 3,2 километра, и она имеет только челночное движение.
Зал ожидания открывается незадолго до прибытия поездов по расписанию, в связи с небольшой загруженностью станции. Большинство поездов останавливаются на первом пути. Продажа билетов на станции прекратилась 2 августа 2014 года, но на станции есть билетный автомат.

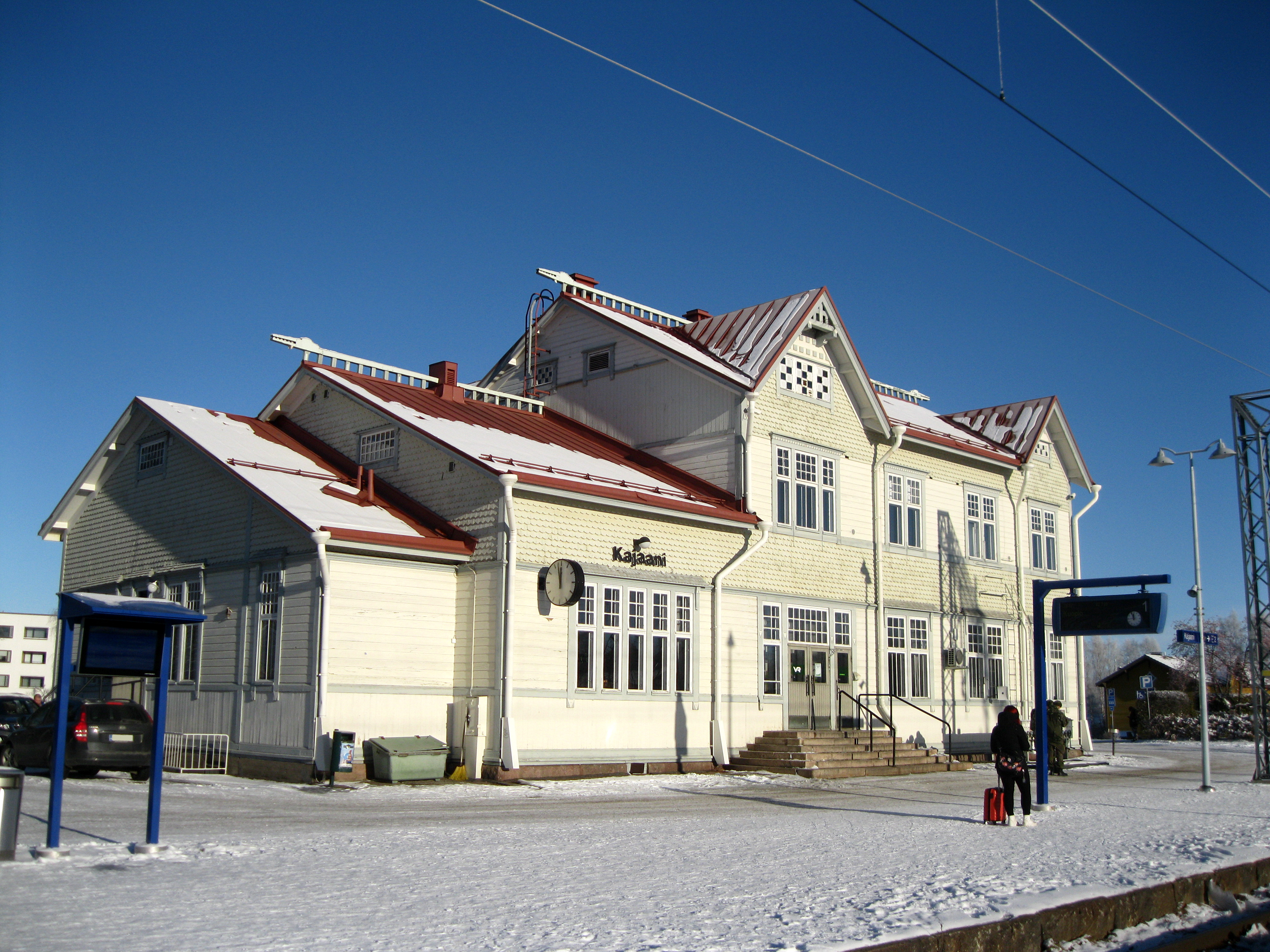
Вид на станцию со стороны платформы
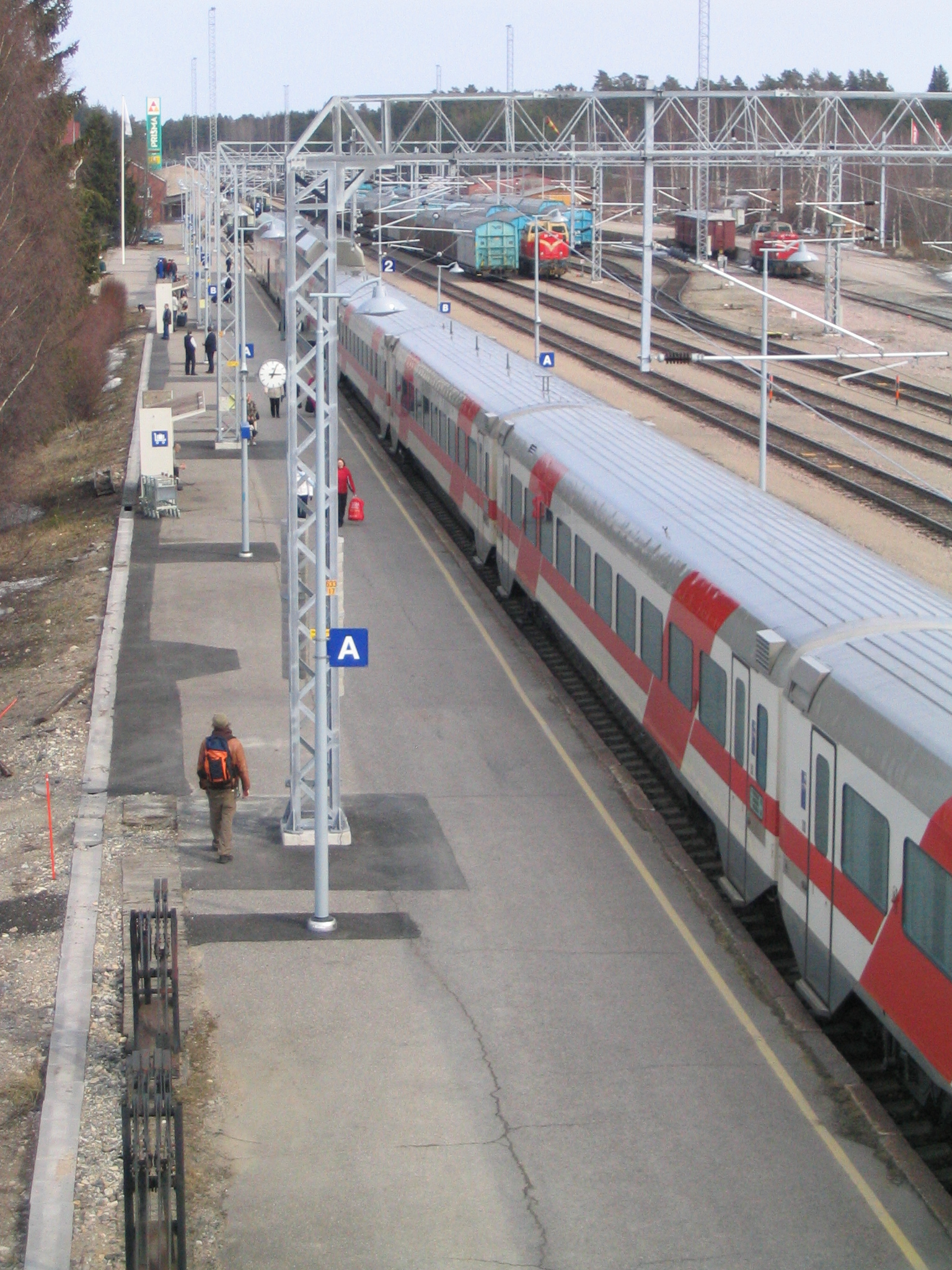
Пассажирский состав на станции